# Carinina heterosoma
Carinina heterosoma är en djurart som tillhör fylumet slemmaskar, och som beskrevs av Müller 1965. Carinina heterosoma ingår i släktet Carinina och familjen Tubulanidae. Inga underarter finns listade i Catalogue of Life.